# Leucochrysa (Nodita) pallescens
Leucochrysa (Nodita) pallescens is een insect uit de familie van de gaasvliegen (Chrysopidae), die tot de orde netvleugeligen (Neuroptera) behoort. 
Leucochrysa (Nodita) pallescens is voor het eerst wetenschappelijk beschreven door Banks in 1946.